# Lycée Français Saint Louis de Stockholm
Lycée Français Saint Louis är en franskspråkig internationell grundskola och gymnasieskola belägen på Essingestråket 24 på Stora Essingen i Stockholm. Skolan följer det franska skolsystemet och har ungefär 800 elever.  Godkända gymnasieelever får en fransk studentexamen, baccalauréat och kan beroende på individuellt val även samtidigt få svensk gymnasieexamen. 

## Historik
Lycée Français Saint Louis och Franska Skolan i Stockholm har haft en lång gemensam historia. Franska Skolan grundades 1862 av Sankt Josef-systrarna från Chambéry i Frankrike och dess syfte var att ge fattiga katolska barn en god utbildning. 1867 blev den en svensk skola med franska som första främmande språk.
Under andra världskriget togs det ett beslut av Mademoiselle Roullier, skolans föreståndare, att skapa en undervisningsgrupp som fick sin egen avdelning och som hette "Cours Français".  Franska, utländska och svenska barn fick då möjligheten att välja en undervisning helt på franska och enligt franska kursprogrammet.
1945 utvecklades gruppen av Elisabeth Carrier och i samråd med Mademoiselle Fernande Brodet. Mademoiselle Madeleine Sirantoine var undervisningsansvarig. Gruppen fick sin egen avdelning i Franska Skolan. Efter kriget då skolan växte, växte också den helfranska delen av Franska Skolan som därefter fick heta "Cours Français Saint-Louis". Utrymmesbristen i Franska Skolans lokal tvingade Cours Français Saint-Louis att hitta nya lokaler.
I början av 1970-talet var Cours Français Saint-Louis tvungen att undervisas i olika lokaler på stan. 1975 hittades den nuvarande lokalen i Essingeskolan på Stora Essingen. 1980 ändrades namnet till Lycée Français Saint Louis och skolan är idag en helfransk skola med rättighet att anordna fransk studentexamen.